# Скирос
Скирос је највеће и најјужније од острва Спорада у Егејском мору. 
Острво управно припада префектури Евбеја, као једна од општина. Седиште општине и највеће насеље на острву је градић Скирос.

## Природни услови
Скирос је острво у оквиру Спорада у западном делу Егејског мора. Најближе веће острво је Евбеја на 40 km ка југозападу.
Површина Скироса је 209 km² и то је највеће острво у оквиру Спорада. Највећа дужина острва је око 25 km, а ширина до 15 km. Обала острва није много разуђена осим у јужном делу, где постоји омањи залив. Острво је изазито брдовито, а средишња планина је Олимп са највишом тачком од 792 m н. в.
Клима на Скиросу је средоземна. Острво је на северу покривено бујном шумом, док је југ го и стеновит.

## Историја
По грчкој митологији Тезеј је умро на Скиросу. 475. п. н. е. Атињанин Кимон је победио месне Долопијане и покорио острво. Становници су продати у робље и замењени атинским колонистима. 350. п. н. е. Скирос заузима Античка Македонија и држи га до 192. п. н. е. када прелази у руке старог Рима.

## Становништво
По последњем попису из 2001. године на острву живи око 2.600 становника. Готово целокупно становништво су Грци.
| Година   | Становништво острва |
| -------- | ------------------- |
| 1981. г. | 2.757 становника.   |
| 1991. г. | 1.806 становника.   |
| 2001. г. | 2.602 становника.   |
| 2003. г. | 3.000 ст. (процена) |

## Привреда
Пољопривреда је традиционално занимање острвског становништва, поготово узгајање бадема, винове лозе, маслине. Данас је она у сенци туризма.